# الاشتباكات الحدودية التركية السورية خلال الحرب الأهلية السورية
مع تحول مرحلة الانتفاضة المدنية من الحرب الأهلية السورية إلى حرب أهلية شاملة، فقد أصبحت الحدود السورية التركية التي يبلغ طولها 911 كيلومترًا (600 ميل) مسرحًا لمواجهات عسكرية طفيفة بين الجيش التركي والفصائل المختلفة في حرب الجنوب.
وقع أحد أخطر هذه الحوادث في 3 أكتوبر 2012، عندما قتلت قذيفة مدفعية أطلقت من قبل الجيش السوري خمسة وأصابت ما لا يقل عن عشرة مواطنين أتراك في بلدة أقجة قلعة الحدودية في مقاطعة شانلي أورفة في تركيا. لقد قصفت مدفعية القوات المسلحة التركية قذائف التشبع على المواقع العسكرية السورية.
مع الاحتلال التركي لشمال سوريا، تسيطر تركيا الآن على جزء كبير من المنطقة الحدودية داخل سوريا، معظمها مأخوذ من قوات سوريا الديمقراطية.

## حوادث 2011 و2012
تركيا، التي كانت تدعم الحكومة السورية في بداية الحرب الأهلية السورية، أدانت الأسد بسبب استخدام القوة العنيفة ضد المتظاهرين وطلبت رحيله عن منصبه. في يونيو حتى يوليو 2011، بدأت تركيا في إيواء الجيش السوري الحر، وعرضت على المجموعة منطقة آمنة وقاعدة للعمليات. وبالتعاون مع المملكة العربية السعودية وقطر، قامت تركيا أيضًا بتزويد المتمردين بالأسلحة والمعدات العسكرية الأخرى.
في 5 ديسمبر 2011، حاول حوالي 35 مقاتلاً مسلحًا عبور الحدود السورية من تركيا، لكنهم اشتبكوا مع قوات الحدود السورية التي تمكنت من صدهم إلى تركيا. وحالما عادوا إلى الأراضي التركية، زعم أن الجيش التركي حملهم في شاحنات واعتنى بالمقاتلين الجرحى. حدثت محاولة أخرى خلال ليلة 12 ديسمبر، عندما حاول 15 متسللًا عبور الحدود مرة أخرى حيث لم يوفقوا، وقُتل اثنان منهم على يد دوريات الحدود السورية.
في 22 يونيو 2012، أسقطت القوات الحكومية السورية طائرة مقاتلة تركية من طراز F-4. قتل كلا الطيارين. ذكرت سوريا أنها أسقطت المقاتلة باستخدام المدفعية المضادة للطائرات بالقرب من قرية أم الطيور، بينما كانت تحلق فوق المياه الإقليمية السورية على بعد كيلومتر واحد من البر. ذكر وزير الخارجية التركي أن الطائرة أسقطت في المجال الجوي الدولي بعد دخولها بطريق الخطأ إلى المجال الجوي السوري، بينما كانت في رحلة تدريبية لاختبار قدرات الرادار التركية. تعهد رئيس الوزراء التركي رجب طيب أردوغان بالانتقام، قائلًا: «لقد تغيرت قواعد الاشتباك للقوات المسلحة التركية... ستدعم تركيا الشعب السوري بكل الطرق حتى يتخلصوا من الديكتاتور الدموي وعصابته». اعترفت أنقرة بأن الطائرة قد حلقت فوق سوريا لفترة قصيرة، لكنها قالت إن مثل هذه التحليقات المؤقتة شائعة، ولم تؤد إلى هجوم من قبل، وزعمت أن المروحيات السورية قد انتهكت المجال الجوي التركي خمس مرات دون أن تتعرض للهجوم، وأن طائرة بحث وإنقاذ ثانية تم إطلاق النار عليها. عبر الأسد في وقت لاحق عن أسفه لهذا الحادث. في أغسطس 2012، ظهرت تقارير في بعض الصحف التركية تدعي أن هيئة الأركان العامة التركية قد تعمدت تضليل الحكومة التركية حول موقع المقاتلة عندما تم إسقاطه. ذكرت التقارير أن مركز قيادة الناتو في أزمير وقاعدة بريطانية في قبرص أكدا أن المقاتلة أسقطت داخل المياه السورية وأن معلومات الرادار من القوات الأمريكية دحضت أي خطأ في «مسار المياه السورية بطريق الخطأ». مع هذا نفت هيئة الأركان العامة هذه المزاعم.

## حادثة 2 أكتوبر 2012 وما بعدها

### هجمات سوريا
مع اشتداد الاشتباكات بين القوات الحكومية والمعارضة في سوريا، بدأت قذائف المدفعية تتساقط عبر الحدود على الأراضي التركية. في 3 أكتوبر 2012 الساعة 16:25 بتوقيت شرق الولايات المتحدة (13:25 بالتوقيت العالمي المنسق)، أصابت قنبلة أطلقت من سوريا منزلًا في منطقة أقجة قلعة الوسطى. قُتل في الانفجار أم تبلغ من العمر 39 عامًا وأطفالها الثلاثة الذين تتراوح أعمارهم بين 8 و14 عامًا وامرأة أخرى تبلغ من العمر 40 عامًا. أصيب 13 آخرون، بمن فيهم ضباط شرطة. أصيب ثلاثة بجروح خفيفة بينما أصيب اثنان بجروح خطيرة. لا يزال مصدر القذائف وصانعها مجهولًا لأن السلطات التركية لم تُصدر اختبارًا باليستيًا.

### الانتقام العسكري التركي
في الساعة 18:00 (بالتوقيت المحلي في تركيا؛ GMT / UTC + 02:00) وفي نفس اليوم، خمسة مقاتلات من طراز F-16 من مجموعة القاعدة النفاثة الرئيسية الثامنة التابعة للقيادة الجوية التكتيكية الثانية في قاعدة ديار بكر الجوية واستطلاع RF-4E أجرت طائرات تابعة لمجموعة القاعدة الرئيسية السابعة في قاعدة ملاطية إرهاش الجوية مهامًا استطلاعية على طول الحدود، وحددت أهدافًا عسكرية سورية، ونقلت إحداثياتها إلى قيادة القوات المسلحة التركية في أنقرة. بعد ذلك نفذت المدفعية التركية قصفًا تشبعيًا لهذه الأهداف باستخدام مدافع تي-155 فيرتينا، التي يتراوح مداها من 40–45 كيلومتر (25–28 ميل). كانت المنطقة المستهدفة هي عين العروس التابعة لبلدة تل أبيض بمحافظة الرقة عبر أقجة قلعة.
وبحسب المرصد السوري لحقوق الإنسان، فقد أدى القصف التركي على نقطة عسكرية في سوريا في 4 أكتوبر 2012 إلى مقتل ثلاثة جنود سوريين.

### التفويض من قبل البرلمان التركي
في 4 أكتوبر 2012، أقرت الجمعية الوطنية الكبرى لتركيا اقتراحًا بتصويت 320 مقابل 129 يأذن باستخدام القوات البرية العسكرية لدخول «دول أجنبية» للعمليات. ووفقًا لمسؤولين أتراك، من غير المتوقع أن يتم تنفيذ التفويض الذي تبلغ مدته عام واحد.

### حوادث أكتوبر 2012

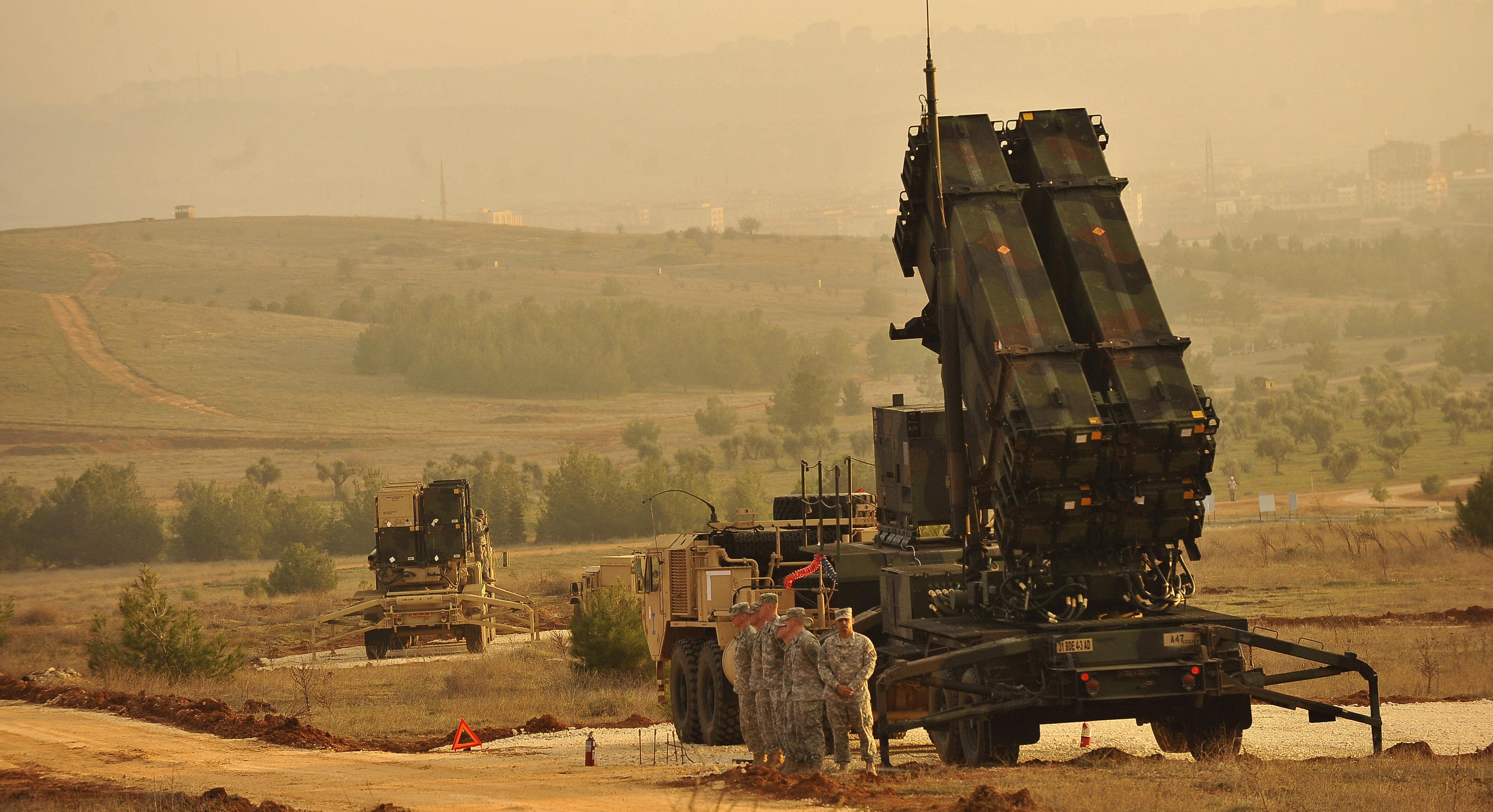
تم إنشاء ست بطاريات لأنظمة الدفاع الصاروخي المدعومة من الناتو في جنوب شرق تركيا للحماية من الهجمات الجوية من سوريا.

في 5 أكتوبر 2012، سقطت قذائف المدفعية السورية على اللاذقية في ريف من قرية أشاجيبولويازي (الاحداثيات: 35°51′32.54″N 36°09′13.23″E / 35.8590389°N 36.1536750°E ) في منطقة Yayladağı في مقاطعة هاتاي. وفي اليوم السابق، أعلن رئيس الوزراء التركي رجب طيب أردوغان في مؤتمر صحفي خلال الزيارة الرسمية التي قام بها النائب الأول للرئيس الإيراني محمد رضا رحيمي أن قذيفة سورية سقطت في ألتنوزو بمحافظة هاتاي. لم تتسبب الحادثة الثانية في إلحاق أي ضرر بالأشخاص أو الممتلكات. مباشرة بعد هذا الحادث الثاني في هاتاي، أطلقت مدفعية كتيبة الحدود التركية الثالثة المتمركزة في يايلاداغي النار على أهداف عسكرية سورية.
أصيب مستودع حبوب في أقجة قلعة بأضرار طفيفة من شظايا قذيفة هاون سورية انفجرت في 6 أكتوبر 2012، مع عدم الإبلاغ عن وقوع إصابات. ردت تركيا بقصف أهداف عسكرية سورية على الحدود ووضع فصيلة من ناقلات الجنود المدرعة طراز ACV-300 على الطرف الجنوبي من أقجة قلعة، مع توجيه أسلحتها إلى تل أبيض، وهي بلدة تقع على بعد بضعة كيلومترات داخل سوريا.
في 8 أكتوبر 2012، أصيبت التينوزو مرة أخرى بقذائف الهاون السورية، فقد سقطت القذائف الست في منطقة ريفية دون وقوع إصابات أو خسائر في الأرواح. ردت تركيا بعد ذلك بقصف مواقع سورية.
في 10 أكتوبر 2012، اعترضت طائرات القوات الجوية التركية F-16 طائرة إيرباص إيه 320 التابعة للخطوط الجوية السورية، الرحلة RB442 من موسكو إلى دمشق، في المجال الجوي التركي وأجبرتها على الهبوط في مطار إيسنبوغا الدولي، للاشتباه في أنها كانت تحمل أسلحة روسية الصنع. زعم المفتشون مصادرة ذخائر ومعدات اتصالات عسكرية ومواد «يعتقد أنها أجزاء صاروخية»، ولكن لم يتم عرض الأدلة علنًا. نفى وزير الخارجية الروسي هذه المزاعم وقال إن شحن الطائرة شمل وحدات رادار فقط.
في 17 أكتوبر 2012، أطلقت المدفعية التركية النار على سوريا بعد سقوط قذيفة هاون سورية على الأراضي التركية في محافظة هاتاي. ولم ترد انباء عن سقوط ضحايا من الجانبين.
في 23 أكتوبر 2012، أصابت قذيفة مضادة للطائرات مركزًا صحيًا في الريحانية، على بعد 200 يارد (180 م) تقريبًا من الحدود السورية. سقطت القذيفة في غرفة فارغة، ولم يبلغ عن وقوع إصابات. يبدو أنها أطلقت من حارم بمحافظة إدلب، حيث ورد أن الاشتباكات تدور بين المتمردين والقوات الحكومية.
في 29 أكتوبر 2012، سقطت قذيفتان سوريتان مضادتان للطائرات على مسافة 300 متر شمال قرية بيساكلان في مقاطعة هاتاي بتركيا، وردت تركيا على الفور بإطلاق قذائف مدفعية على سوريا. لم يذكر الجانبين وقوع خسائر.
في ساعات الصباح من 12 نوفمبر 2012، قصفت مروحية عسكرية سورية مواقع المتمردين حول بلدة رأس العين بالقرب من الحدود التركية عبر جيلان بينار في محافظة شانلي أورفا، فرد المتمردون بنيران الرشاشات الثقيلة. بعد ذلك بوقت قصير، قصفت طائرة مقاتلة سورية المنطقة. تحطم زجاج النوافذ في بعض المباني في وسط جيلان بينار بسبب الانفجار. وبحسب ما ورد أصيب جندي تركي ومدنيان من الجانب التركي خلال الحادث. عَبَر المدنيون السوريون الفارون والمسلحون الحدود إلى الأراضي التركية. تم نقل العديد من اللاجئين الجرحى إلى مستشفى في جيلان بينار بواسطة سيارات الإسعاف. حذّر رئيس بلدية البلدة السكان من الاقتراب من الحدود حفاظا على أمنهم.

## 2013-2014

### حادثة يناير 2013
في الساعات الأولى من يوم 14 يناير 2013، سقطت قذيفة أطلقت من قبل قوات سورية مجهولة في بستان زيتون بالقرب من قرية أكاباجيلار الحدودية، دون وقوع إصابات. في 30 يناير، حاول اللاجئون السوريون عبور الحدود بين تركيا وسوريا، لكنهم عادوا إثر إطلاق النار عليهم من قبل القوات التركية. أصيب مدنيان سوريان في الحادث ولم ترد أنباء عن وقوع إصابات تركية.

### تفجير معبر حدودي فبراير 2013
في 11 فبراير 2013، انفجرت قنبلة على المعبر الحدودي التركي السوري في سيلفيجوزو، مما أسفر عن مقتل 14. ووفقًا لهيئة الإذاعة البريطانية، فقد تسبب الهجوم المميت في مقتل 17 شخصًا وإصابة 30 آخرين.

### حادثة أقجة قلعة مايو 2013
في 2 مايو 2013، وقع قتال بين المتمردين السوريين المناهضين للحكومة وحرس الحدود الأتراك عند معبر أقجة قلعة الحدودي. قُتل أحد حرس الحدود الأتراك في الاشتباك، ويقال إنها أول اشتباكات مسلحة بين عملاء الحكومة التركية ومسلحين مناهضين للأسد.

### تفجيرا الريحانية مايو 2013
في 11 مايو 2013، انفجرت سيارتان مفخختان في مدينة الريحانية ذات الأغلبية الشيعية التركية، مما أسفر عن مقتل ما لا يقل عن 40 وإصابة أكثر من 100. ورد أن سكان البلدة الأتراك هاجموا لاجئين سوريين وسيارات تحمل ألواح ترخيص سورية بعد التفجير.

### إسقاط مروحية سورية في سبتمبر 2013
في 16 سبتمبر 2013، أسقطت الطائرات المقاتلة التركية التي أقلعت من قاعدة ملاطية ارهاتش طائرة هليكوبتر سورية من طراز Mi-17 انتهكت المجال الجوي التركي وفقا لنائب رئيس الوزراء بولينت أرينج.

### حادثة يناير 2014 على حدود كردستان سوريا
قُتل خمسة أكراد سوريين أثناء عبورهم الحدود إلى تركيا في 20 يناير 2014. قُتل زاهر ملا ومحمد أحمد مع ثلاثة رجال آخرين (لم يتم التعرف على هوياتهم)، عندما فتح حرس الحدود التركي النار عليهم. كما تعرض آخرون ممن رافقوا الضحايا للضرب على أيدي الحراس الأتراك بشدة.

### مارس 2014 إسقاط تركي لطائرة سورية
في 23 مارس 2014، أسقطت مقاتلات تركية طائرة حربية سورية. تزعم الجمهورية العربية السورية أن طائرتها كانت في الأجواء السورية في مهمة لمهاجمة المناطق التي يسيطر عليها المتمردون في مدينة اللاذقية عندما أسقطتها تركيا في «عدوان سافر». قفز الطيار السوري بنجاح من الطائرة. وذكر رئيس الوزراء التركي أردوغان أن طائرات F-16 التركية أسقطت الطائرة لانتهاكها المجال الجوي التركي، وقال إن «الرد التركي سيكون ثقيلًا إذا انتهكت مجالنا الجوي».

## حوادث 2015
في ليلة 21-22 فبراير 2015، دخلت قافلة من 572 جنديًا تركيًا في 39 دبابة و57 عربة مدرعة سوريا عبر كوباني لإخلاء الحامية العسكرية التركية المكونة من 38 فردًا والتي تحرس قبر سليمان شاه ونقل بقايا سليمان شاه إلى موقع مختلف بسبب إشاعة تهديد هجومي من تنظيم الدولة الإسلامية. لم يطلب الجيش التركي إذنًا من سوريا لتنفيذ المهمة، لذلك نددت وزارة الخارجية السورية بهذه الخطوة وقالت إن تركيا «ارتكبت عدوانًا صارخًا على الأراضي السورية».
في 16 مايو 2015، أسقطت طائرة تركية من طراز F-16 طائرة مهاجر 4 إيرانية الصنع انتهكت المجال الجوي التركي فوق مقاطعة هاتاي ودخلت 11 كيلومتر إلى المجال الجوي التركي. أشارت الإدعاءات الأولية للحكومة التركية إلى إسقاط طائرة هليكوبتر اقتحامية، ولكن تم الاعتراف لاحقًا بأن الطائرة التي تم إسقاطها كانت طائرة بدون طيار كما ادعى الجانب السوري.
في مايو، كانت هناك فضيحة عامة بشأن لقطات فيديو نشرتها صحيفة جمهوريت تُظهر شحن المخابرات التركية للأسلحة إلى المتمردين الإسلامويين السوريين. يواجه رئيس التحرير وأكثر من ثلاثين ضابطًا ضالعين في البحث ومحاولة تفتيش شاحنة أخرى من الأسلحة في وقت سابق الآن اتهامات بخرق قوانين مكافحة الإرهاب، ومحاولة للإطاحة بالحكومة والتجسس العسكري.

## حوادث 2016
في 1 فبراير، اتهمت سوريا الجيش التركي بقصف موقع في محافظة اللاذقية شمال البلاد. أصيب مدنيون بسبب القصف. أدانت الحكومة السورية الهجوم.
قدّمت وزارة الدفاع الروسية مقطع فيديو يدعي أن الجيش التركي يقصف الأراضي السورية باستخدام المدفعية الثقيلة المتمركزة بالقرب من الحدود. طبقًا لهيئة الأركان العامة السورية، فقد قدمت جماعات المعارضة السورية أيضًا أدلة فيديو على قصف الجيش التركي للأراضي السورية.
في 13 فبراير 2016، بدأت تركيا قصفًا مدفعيًا ثقيلًا ضد الأكراد في شمال حلب وفي أعزاز وهم يتقدمون ضد جماعات المعارضة. حثت الولايات المتحدة تركيا على وقف قصف الأكراد والتركيز على محاربة تنظيم الدولة الإسلامية، إلا أن تركيا تحدت الدعوات الأمريكية والفرنسية وواصلت القصف في اليوم التالي أيضًا. وفي اتصال هاتفي مع المستشارة الألمانية أنغيلا ميركل، قال رئيس الوزراء التركي أحمد داود أوغلو إن تركيا ستواصل ردها على المقاتلين الأكراد في سوريا. قال مسؤولون أكراد إن ثلاثة على الأقل من مقاتلي وحدات حماية الشعب قتلوا منذ بدء القصف يوم السبت.
وصفت سوريا الضربات التركية بأنها انتهاك لأراضيها، وحثت مجلس الأمن على اتخاذ إجراءات «لوضع حد لجرائم النظام التركي». كما اتهمت أنقرة بالسماح لحوالي 100 مسلح بدخول سوريا، قال المرصد السوري لحقوق الإنسان إن حوالي 350 مقاتلًا إسلامويًا سُمح لهم بالسفر عبر الأراضي التركية يوم السبت 14 فبراير 2016 لتعزيز المتمردين الإسلامويين في أعزاز وتل رفعت.
كما استهدفت المدفعية التركية القوات السورية في كلا اليومين.
اتهمت الحكومة السورية تركيا وقطر والسعودية بالوقوف وراء موجة من التفجيرات في مدينتي طرطوس وجبلة الساحليتين. تسبب خمسة انتحاريين وجهازين مزروعين في سيارات في مقتل ما يقرب من 150 شخصًا وإصابة 200 على الأقل. تبنى تنظيم الدولة الإسلامية المسؤولية عن الهجمات. كانت هذه الهجمات الأولى من نوعها في طرطوس وجبلة. نجا هذا الجزء من سوريا من الحرب الأهلية حتى وقعت هذه الهجمات. كانت هذه المدن منطقة تسيطر عليها الحكومة واستضافت قواعد عسكرية روسية. كان لروسيا

## حصار كوباني
في أوائل خريف 2014، حاصر تنظيم الدولة الإسلامية بلدة كوباني الكردية، على بعد أمتار من الحدود التركية. كان الجيش التركي يرد عندما كانت القذائف والذخائر الأخرى تعبر من حين لآخر إلى الأراضي التركية. كانت هناك أيضًا مشكلة كبيرة للاجئين، مما أدى إلى أعمال شغب في تركيا وإجراءات أخرى من قبل البرلمان.

## اشتباكات داخل سوريا
قُتل 91 جنديًا من الجيش السوري على يد القوات المسلحة التركية والجماعات المتحالفة معها في عفرين خلال عملية غصن الزيتون عام 2018 (قُتل 96 جنديًا تركيًا في هذه الاشتباكات).
في 13 يونيو 2019، خلال هجوم متواصل من قبل الحكومة السورية ضد المتمردين في إدلب وحماة، ورد أن القوات الموالية للحكومة استهدفت قوات المراقبة التركية المتمركزة في المنطقة كجزء من اتفاق نزع السلاح بين روسيا وتركيا وإيران. ذكر وزير الدفاع التركي أن الهجوم على القوات التركية تضمن 35 قذيفة هاون، وأن 3 جنود أتراك أصيبوا نتيجة لذلك، وهذا بعد وقت قصير من ادعاء الحكومة الروسية التوصل إلى وقف لإطلاق النار بين تركيا وروسيا والمتمردين والحكومة السورية، نفى المتمردون والحكومة التركية تنفيذ وقف لإطلاق النار. وردًا على الهجمات، قال وزير الخارجية التركي مولود جاويش أوغلو إن الهجمات كانت متعمدة، وذكرت الحكومة التركية أيضًا أن الجيش التركي سيرد على أي هجمات على مواقعهم في سوريا. نفى الجيش الروسي أن تكون الحكومة السورية وراء الهجوم، لكنه بدلًا من ذلك ألقى اللوم على المتمردين السوريين الذين وصفهم بأنهم «إرهابيون»، لمهاجمتهم مواقع تركية، كما زعمت الحكومة الروسية أن الحكومة التركية طلبت المساعدة من الجيش الروسي لحماية القوات التركية في إدلب وأن الحكومة التركية أعطت إحداثيات مواقع المتمردين للجيش الروسي.
في 14 يونيو، في اليوم التالي أرسل الجيش التركي تعزيزات إلى إدلب. في 16 يونيو، ادعت الحكومة التركية أن المواقع التركية في إدلب تعرضت مرة أخرى لنيران الحكومة السورية وانتقمت بقصف مواقع الحكومة السورية. في 19 أغسطس، استهدفت الطائرات الحربية السورية قافلة عسكرية تركية متجهة نحو خان شيخون عدة مرات. أسفرت الغارات الجوية عن وقوع إصابات وأجبرت القافلة على التوقف. في 23 أغسطس، وعقب الاستيلاء على جيب للمتمردين في المنطقة، طوّق الجيش السوري نقطة المراقبة التركية في موراك بالكامل.
في عام 2019، قُتل 29 جنديًا من الجيش السوري على يد القوات المسلحة التركية والجماعات المتحالفة معها في شمال شرق سوريا خلال الهجوم التركي على شمال شرق سوريا.

## استجابة الناتو

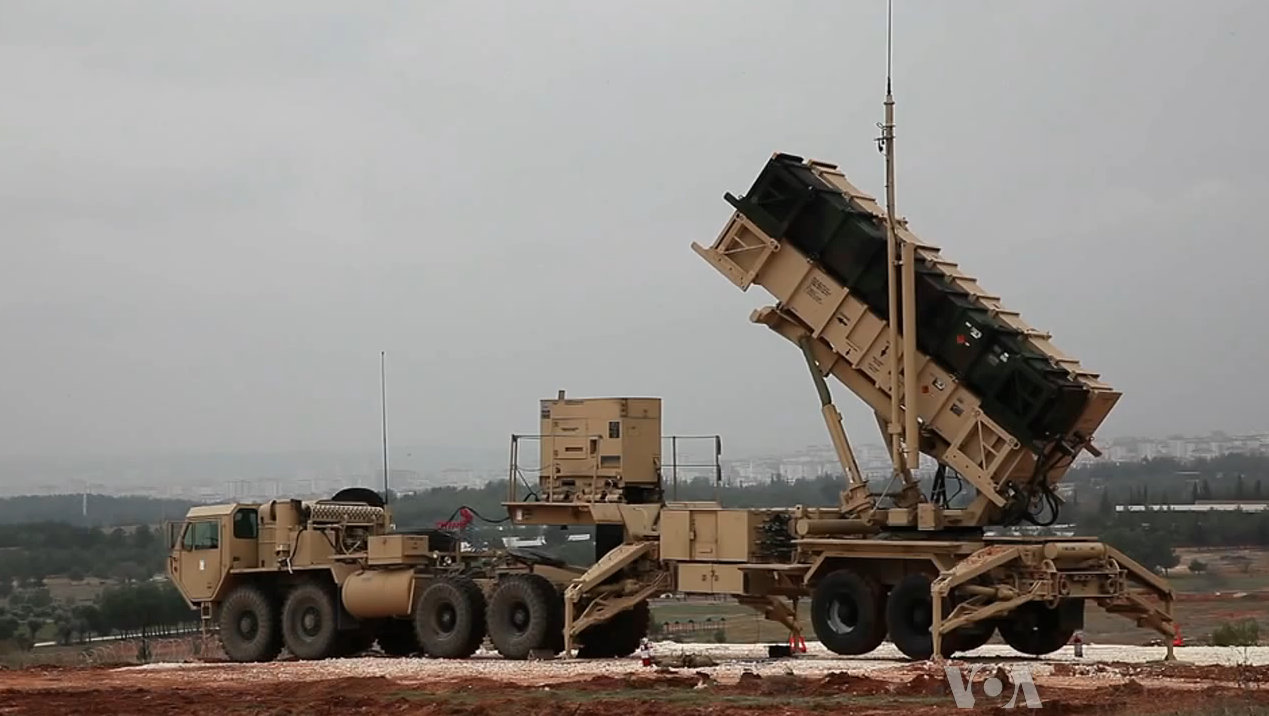
نظام الدفاع الصاروخي المدعوم من الناتو المتمركزة في غازي عنتاب في تركيا.

وبعد احتجاج أنقرة بالمادة الرابعة من معاهدة واشنطن، صرح مجلس شمال الأطلسي التابع لحلف شمال الأطلسي أن الحلف: «...   يطالب بالوقف الفوري لهذه الأعمال العدوانية ضد حليف، ويحث النظام السوري على وضع حد للانتهاكات الصارخة للقانون الدولي....»
في 9 أكتوبر 2012، أفاد الأمين العام للحلف أندرس فوغ راسموسن أن الناتو أكمل وضع خطط للدفاع عن تركيا من الهجمات السورية.
كجزء من خطة الدفاع عن تركيا، تم إرسال صواريخ إم آي إم-104 باتريوت من هولندا وألمانيا والولايات المتحدة إلى تركيا وقد بدأت نشاطها.

## روابط خارجية
- http://english.alarabiya.net/en/News/middle-east/2014/03/23/Turkey-downs-Syria-warplane-on-border.html
- http://bigstory.ap.org/article/heavy-clashes-syria-near-turkish-border
- https://web.archive.org/web/20150204062119/http://aranews.org/en/home/kurdish-region/963-five-syrian-kurds-killed-time-crossing-borders-into-turkey. لغة البرمجة